# پروانه زدلیب
پروانهٔ زدلیب (به انگلیسی: zlib License) یکی از پروانه‌های مجاز نرم‌افزارهای آزاد است که تحت شرایطی که zlib و libpng منتشر می‌شوند قرار دارد. آن همچنین توسط سایر بسته‌های نرم‌افزارهای رایگان نیز استفاده می‌شود.
مجوز زدلیب همچنین از طرف بنیاد نرم‌افزارهای آزاد به عنوان اجازه‌نامه نرم‌افزار آزاد و از طرف ابتکار متن‌باز (OSI) به عنوان یک پروانهٔ نرم‌افزار متن‌باز پذیرفته شده‌است. همچنین آن با پروانهٔ عمومی همگانی گنو هماهنگ است.